# Зигенталер, Ханс
Ханс Зигенталер (нем. Hans Siegenthaler; родился 5 февраля 1923 года) — швейцарский футболист, игравший на позиции нападающего за команду «Янг Феллоуз Цюрих».
В составе сборной Швейцарии сыграл 1 матч — участник чемпионата мира 1950 года.

## Карьера
Ханс Зигенталер выступал за футбольный клуб «Янг Феллоуз Цюрих». В сезоне 1948/49 он забил 18 голов, став третьим бомбардиров в чемпионате.
В составе сборной Швейцарии Ханс провёл один официальный матч, дебютировав 11 июня 1950 года в товарищеском матче против Югославии. В том же году он отправился со сборной на чемпионат мира в Бразилию. На турнире Зигенталер был резервным игроком, поэтому не сыграл ни одного матча — его команда заняла только третье место в своей группе и не смогла выйти в финальную часть чемпионата.